# 朝鲜崖柏
朝鲜崖柏（学名：Thuja koraiensis）为柏科崖柏属的植物。分布于朝鲜以及中国大陆的长白山、吉林：延吉等地，生长于海拔700米至1,400米的地区，多生长于山谷、山坡或阴地，目前尚未由人工引种栽培。

## 别名
长白侧柏（东北木本植物图志），朝鲜柏（中国东北裸子植物研究资料）